# Gouvernement de Livonie
28 juillet 1713 – 12 avril 1918
Entités précédentes :
- Livonie suédoise

Entités suivantes :
- Ober Ost

Le gouvernement de Livonie (en russe : Лифляндская губерния, Lifliandskaïa goubernia ; en allemand : Gouvernement Livland, en estonien : Liivimaa kubermang, en letton : Vidzemes guberņa), connu aussi sous le nom de Livonie était une division territoriale de l'Empire russe, regroupant la Lettonie et une partie de l'Estonie actuelles. Il était bordé au nord par le gouvernement d'Estland ou d'Estonie, à l'est par le lac Peïpous ou lac des Tchoudes, bordant les gouvernements de Pskov et de Vitebsk, au sud par le gouvernement de Courlande et à l'ouest par le golfe de Riga.

## Histoire
D'un point de vue historique, cette région forme le fief des chevaliers Porte-Glaive, nés en 1237 d'une division de l'ordre Teutonique. Vers la fin du Moyen Âge, on en vient à désigner indifféremment sous le toponyme de Livonie non seulement la Livonie ancienne, mais aussi la Courlande et l’Estonie. Puis, en 1561, cette Grande Livonie passe du statut d’État teutonique à celui de duché temporel. Ensuite, la Suède s'empare du nord de l’Estonie et le reste de la Livonie, Courlande incluse, est annexée à la république des Deux Nations. Enfin, en 1620, la plus grande partie de la Livonie est conquise par la Suède.

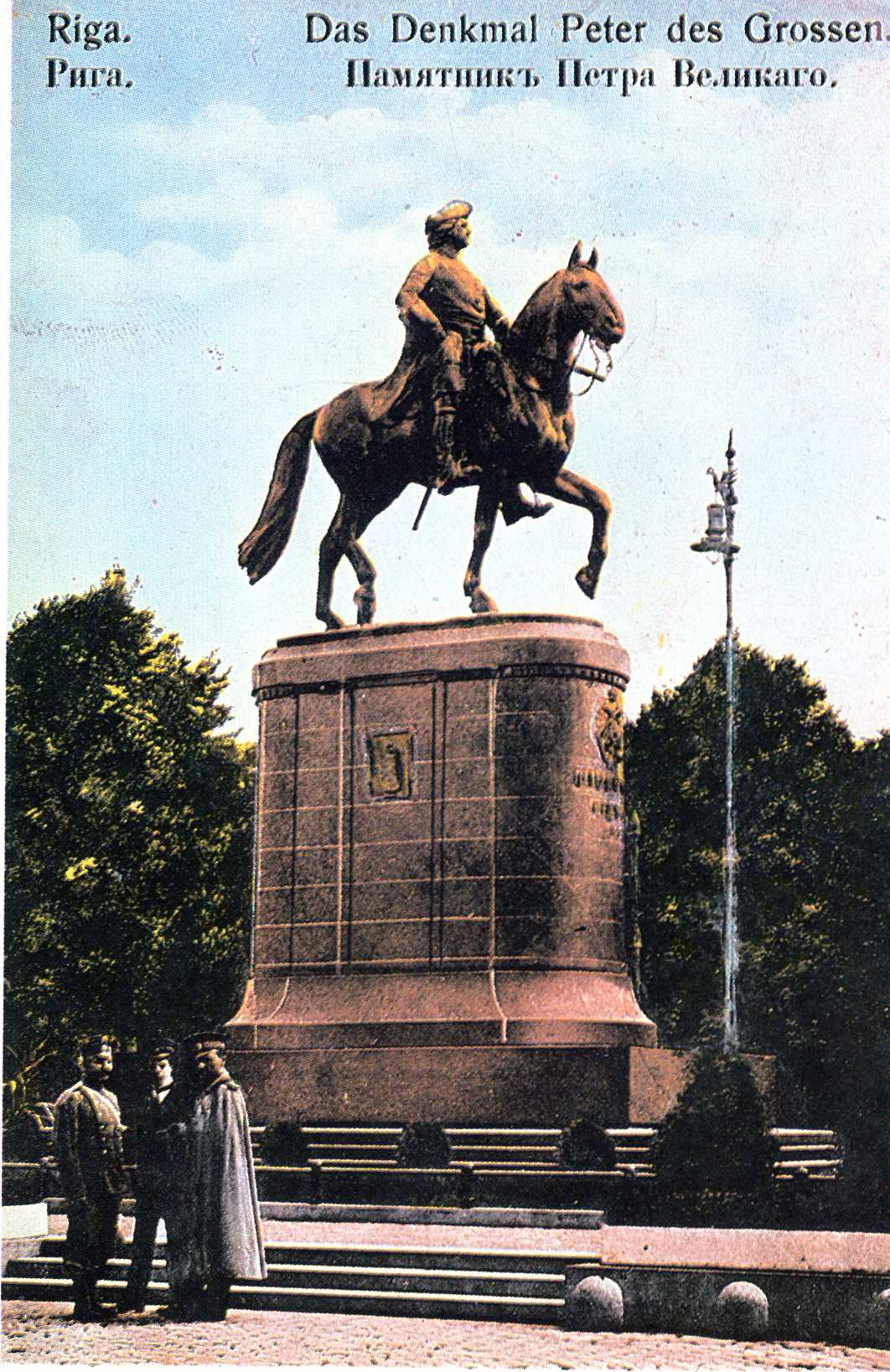
Statue de Pierre le Grand à Riga. Carte postale bilingue de 1910

Après la victoire, lors de la grande guerre du Nord, de la Russie sur le royaume de Suède qui possédait la région, le territoire est appelé gouvernement de Riga d'après la ville du même nom, capitale de la Livonie. Il est institué le 28 juillet 1713 par Pierre le Grand. La confirmation de la cession du duché suédois de Livonie à la Russie est officialisée par le traité de Nystad du 10 septembre 1721, la Courlande demeurant un duché autonome sous protection polonaise (fief) jusqu’à la dissolution de la république fédérale aristocratique lors du troisième partage de la Pologne en 1795. Les provinces baltes comme la Livonie occupent au sein de l’Empire russe une place à part, car l'influence multiséculaire de la chevalerie allemande de la Baltique en ont fait des fiefs protestants et majoritairement germanophones. L’autonomie des villes y est bien plus développée que dans le reste de l'Empire et le servage y a totalement disparu au début du XIXe siècle. Pour la Russie, les provinces baltes possèdent, par delà leur importance stratégique et économique, une valeur d’exemple : au même titre que Saint-Pétersbourg édifiée sur des terres prises à la Suède, elles méritent bien le surnom de « fenêtre sur l’Occident ». Non seulement les junkers et bourgeois sont germanophones, mais les autochtones, Lives et Lettes, sont adeptes du protestantisme luthérien.
Le gouvernement de Riga est renommé gouvernement de Livonie en 1796.
Au milieu du XIXe siècle, Riga, avec 60 000 habitants, est le troisième port de l'Empire russe. Il exporte des céréales, surtout le seigle, du chanvre, lin, potasse, miel et du bois en mâts, planches, etc. La ville est entourée de sables et marais. Les prairies de Livonie sont inondées pendant l'hiver ce qui limite la production agricole ; une partie du grain est convertie en eau-de-vie.
À la fin de la Première Guerre mondiale, fin février 1918, l'armée allemande occupe les territoires des anciens gouvernements de Livonie et de d'Estonie — laquelle avait pourtant déjà déclaré son indépendance. Ces territoires passent alors sous le contrôle de l'administration militaire allemande des territoires occupés. Lors d'accords intervenus à Berlin le 27 août 1918 faisant suite au traité de Brest-Litovsk du 3 mars, le gouvernement de Livonie et le gouvernement autonome d'Estonie sont détachés de l'autorité de la Russie bolchevique.

## Administration

### Divisions administratives

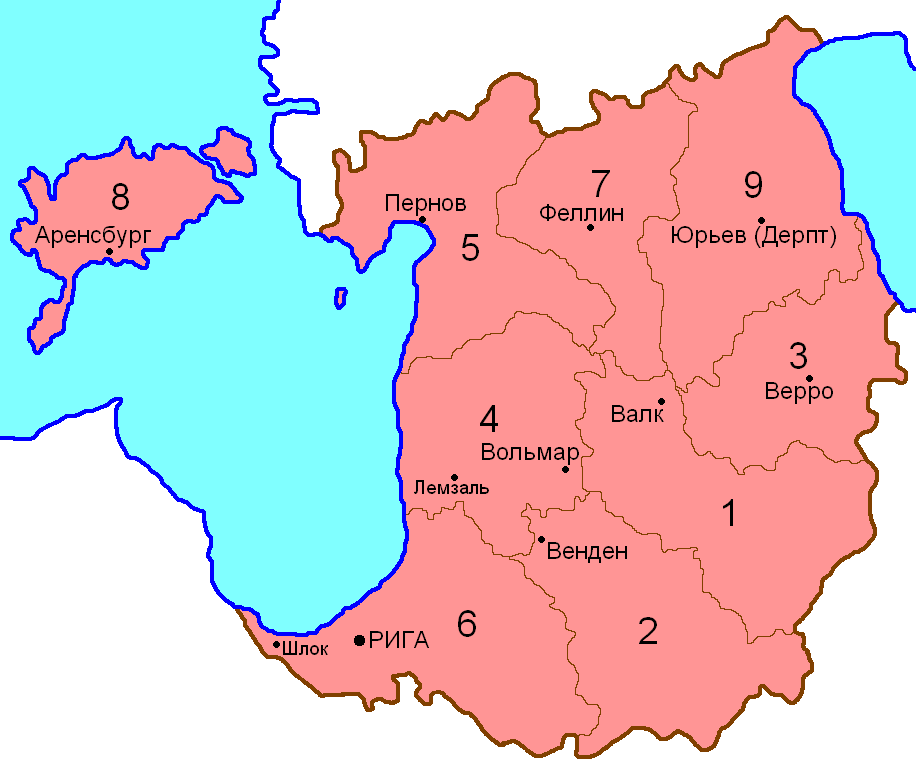
Carte des 9 ouïezds du gouvernement de Livonie

Le gouvernement de Livonie était divisé en neuf kreis ou ouïezds (districts) : 
| # | District     | Chef-lieu (pop.)          | Surface | Population |
| - | ------------ | ------------------------- | ------- | ---------- |
| 1 | Kreis Walk   | Walk (10,922)             | 5298.7  | 120,585    |
| 2 | Kreis Wenden | Wenden (6,356)            | 4953.7  | 124,208    |
| 3 | Kreis Werro  | Werro (4,152)             | 3744.2  | 97,185     |
| 4 | Kreis Wolmar | Wolmar (5,050)            | 4358.1  | 112836     |
| 5 | Kreis Pernau | Pernau (12,898)           | 4694.9  | 98,123     |
| 6 | Kreis Riga   | Riga (282,230)            | 5468.4  | 396,101    |
| 7 | Kreis Fellin | Fellin (736)              | 4015.2  | 99,747     |
| 8 | Kreis Ösel   | Arensburg (4603)          | 2515.5  | 60,263     |
| 9 | Kreis Dorpat | Dorpat (Youriev) (42,308) | 6276.7  | 190,317    |

### Gouverneurs

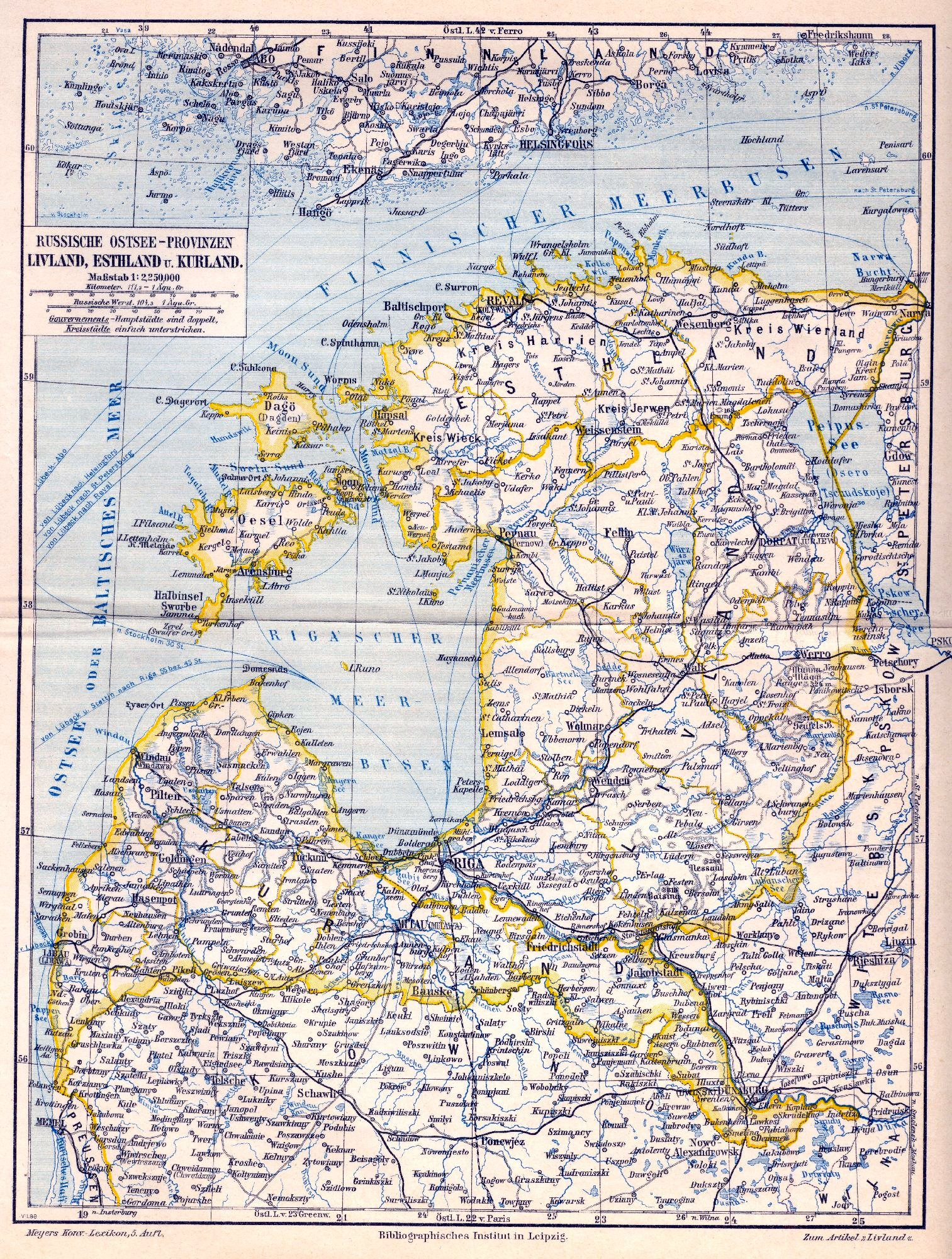
Gouvernements baltes de l'Empire russe

- 1712–1719 Alexandre Danilovitch Menchikov
- 1719–1726 Anikita Ivanovitch Repnine
- 1727–1751 Peter de Lacy
- 1734–1736 Karl von Hochmuth (de) (lieutenant gouverneur)
- 1751–1753 Vladimir Petrovitch Dolgoroukov
- 1753–1758 Piotr Voïeïkov (vice gouverneur)
- 1758–1761 Vladimir Petrovitch Dolgoroukov
- 1762–1791 George von Browne
- 1792–1798 Nicolas Repnine
- 1798–1800 Ludwig von Nagell
- 1800–1801 Peter Ludwig von der Pahlen
- 1801–1803 Serguei Fiodorovitch Golitsyne
- 1803–1807 Friedrich Wilhelm von Buxhoeveden
- 1807–1810 Ivan Repjev
- 1810–1812 Dmitri Lobanov-Rostovski
- 1812–1812 Johann Magnus von Essen
- 1812–1829 Filippo Paulucci ou Philip Ossipovitch Paulucci
- 1829–1845 Carl Magnus von der Pahlen
- 1845–1848 Evgueni Golovine
- 1848–1861 Alexandre Arkadievitch Souvorov
- 1861–1864 Wilhelm Heinrich von Lieven
- 1864–1866 Piotr Chouvalov
- 1866–1866 Edouard Baranov
- 1866–1876 Piotr Bagration
- 1876–1883 Alexander von Üxküll-Güldenband
- 1883–1885 Ivan Chevitch
- 1885–1895 Mikhaïl Zinoviev
- 1895–1900 Vladimir Sourovtsev
- 1901–1905 Mikhaïl Pachkov
- 1905–1906 Vassili Sollogoub
- 1906–1909 Alexander Möller-Zakomelskiy
- 1909–1914 Nikolaï Zveguintsov
- 1914–1916 Arkadi Kelepovski
- 1916–1917 Nikolaï Lavrinovski
- 1917 Sergueï Chidlovsky
- 1917 Andrejs Krastkalns (Commissaire du Gouvernement provisoire russe du 18 mars au 3 avril)

### Langues officielles
Les langues administratives du gouvernement de Livonie étaient l'allemand et le russe.

## Population
En 1895, sa population se divisait en :
- Luthériens et évangéliques : 1 072 185
- Orthodoxes : 117 661
- Juifs : 41 163
- Catholiques : 18 533
- Vieux Croyants : 438
- Autres : 685

- Lettons : 552 860
- Estoniens : 509 243
- Allemands : 116 186
- Russes : 72 318
- Juifs : 41 163
- Ukrainiens : 12 387
- Polonais : 5 865
- Autres : 656

Un groupe de Suédois habitait sur l'île de Ruhnu, d'autres s'étaient assimilés aux Allemands. Les Estes ou Estoniens vivaient dans le nord du gouvernement dans les districts de Pernau, Fellin, Dorpat et Werro, majoritairement dans les villages et dans les îles, et les Lettons au sud.
Il y avait 8 275 nobles, 3 135 ecclésiastiques, 5 898 habitants inscrits aux différentes guildes de marchands, 98 368 artisans, 1 146 658 paysans, 36 147 militaires, 10 317 étrangers, 1 882 autres.
La plupart des paysans étaient d'anciens villageois ayant appartenu ou appartenant à des domaines agricoles de la noblesse germano-balte, s'occupant de culture céréalière, de pomme de terre, d'élevages ovin, porcin et bovin et d'exploitation forestière. Depuis 1804, ils étaient libérés des dernières servitudes vis-à-vis de leur propriétaire terrien. Ils avaient le droit d'être propriétaires de leur terre depuis 1849.

## Éducation et santé
Il y avait une université allemande à Dorpat, devenu Tartu (ou Youriev en russe) en 1893, avec certains cours en estonien depuis le début du XXe siècle, comprenant 2095 étudiants. Fondée par Gustave II Adolphe de Suède en 1632, l'université fonctionna avec un corps enseignant composé de 50 % d'Allemands venus de l'Empire allemand et 40 % de Germano-baltes ; mais en 1898, un enseignement minoritaire en russe fut ouvert en parallèle à l'université et les professeurs qui n'étaient pas sujets du tsar petit à petit remplacés. L'université enseignera en estonien à partir de 1919.
Le gouvernement comptait seize lycées de garçons et onze lycées de filles, 48 écoles de district, 222 écoles secondaires privées, 125 écoles paroissiales orthodoxes, 140 écoles paroissiales luthériennes, 242 écoles de villages russophones, et 1082 écoles de villages luthériennes, un séminaire à Riga et 6 écoles secondaires juives. Enfin Riga et Dorpat comptaient plusieurs écoles d'enseignement supérieur (militaires, vétérinaires, etc.)
Dans le secteur de la santé, le gouvernement comptait 263 médecins (dont trois femmes). De l'université de médecine de Tartu dépendait une clinique psychiatrique réputée, près de Riga.[réf. souhaitée]

## Sources
- (ru)/(en) Cet article est partiellement ou en totalité issu des articles intitulés en russe « Лифляндская губерния » (voir la liste des auteurs) et en anglais « Governorate of Livonia » (voir la liste des auteurs).